# Juraj Jurlina
Juraj Jurlina (28. prosinca 1992.) hrvatski je pjevač, gitarist, kantautor i sociolog. Djetinjstvo je proveo u Belišću i Valpovu, gdje je završio osnovnu školu i opću gimnaziju te započeo glazbenu karijeru u bendu Off Duty. Predstavio se u natjecateljskoj emisiji Hrvatska traži zvijezdu 2010. godine, no glazbenu karijeru počeo je graditi već s 13 godina.  
U glazbene vode krenuo je kao vokal, a uz to je s vremenom stekao ugled i kao gitarist i kantautor. Svoj izričaj bazira na rock-u i blues-u. Svirao je u različitim sastavima i surađivao s nizom glazbenika. Do sada je objavio singlove "Stare staze", "Dva oblaka", "Neki drugi svijet", "Ne plačem", "Znam što želim" i "Ne brini" te studijski album "Neki drugi svijet" (2013.) sa svojim bendom Off Duty. 
Osim toga što se niz godina bavi glazbom, Juraj je po vokaciji sociolog. Sociologiju je diplomirao 2016. godine na Filozofskom fakultetu Sveučilišta u Zagrebu. Na istom je fakultetu doktorirao 2023. godine s temom "Strukturna i kulturna individualizacija u hrvatskom društvu od 1999. do 2018. godine". Juraj trenutno živi u Osijeku i aktivno se bavi glazbom i znanošću (zaposlen je na Katedri za sociologiju Filozofskog fakulteta Sveučilišta J. J. Strossmayera u Osijeku). 

## Glazbena karijera

### 2006. - 2009.
Juraj je svoju glazbenu karijeru započeo u Valpovu 2006. godine kada je osnovao bend Off Duty zajedno sa svojim bratićem i gitaristom Šimom Jurlinom. S tim je bendom održao je više stotina koncerata u čitavoj Hrvatskoj od različitih motorijada, samostalnih koncerata u klubovima, na gradskim pozornicama, koncertnim i sportskim dvoranama te raznim drugim prostorima. Bend je 2008. snimio prvu pjesmu Neki drugi svijet i spot za istu, objavljenu na demo-EP-u istog naslova, uz pjesmu Kaos. Bend Off Duty dobio je brojne nagrade struke i publike, među kojima je i Fender nagrada 2008. godine za najbolji mladi demosastav i 2. mjesto na CMC demo bands natječaju 2009. godine. Kratko je razdoblje Juraj bio i pjevač i tekstopisac benda Tvrdo Srce koji je izdao spot za singl Put za nigdje.

### 2010.
2010. godine njegov bend Off Duty je pobijedio na međunarodnoj gitarijadi Osijek Zove! i time priskrbio snimanje singla i profesionalnog spota. Iste je godine Juraj sudjelovao u RTL-ovom glazbenom spektalu Hrvatska traži zvijezdu i osvojio 4. mjesto. Odmah nakon sudjelovanja započeo je koncertnu turneju, otvorivši je velikim koncertom zahvale na glavnom trgu u Belišću pred više od 2000 ljudi. Od narednih koncerata slijedili su oni u Zagrebu (u klubu Aquarius), Zadru (pjevački festivali), Trogiru (Tvrđava), Puli (Uljanik), Osijeku (Mini Teatar), Valpovu (trg), Našicama (samostalni koncert na otvorenom), Županji (trg), Slatini (sportska dvorana), Virovitici (sportska dvorana) i ostalima. Osim samostalnih koncerata, nastupio je i kao gost na koncertu Tonyja Cetinskog u Umagu na ATP stadionu.

### 2011. - 2012.
2011. godine Juraj je izdao prvi solo singl Ne plačem Tekst i glazbu je potpisao Bruno Kovačić, a produkciju tim Igora Ivanovića.  Ovaj je uradak Jurju omogućio prvo značajnije pojavljivanje na nacionalnim i lokalnim radio postajama te brojna gostovanja. Kasnije iste godine izašao je prvi profesinalni spot benda koji prati novu pjesmu Stare staze. Tog ljeta s bendom Off Duty nastupio je na Inmusic festivalu u Zagrebu, kao izvođač odabran od strane publike.
2012. godine s istim je bendom ponovno nastupio na istom festivalu, ali i uz bend Opću Opasnost na velikim koncertima Adrenalin Rock u Valpovačkom dvorcu i Vukovaru.
Uz nastupe s matičnim bendom, Juraj je krenuo intenzivno nastupati pod nazivom Juraj Jurlina: ACOUSTIC LIVE, izvodeći solo akustične koncerte diljem regije. Od nastupa se mogu izdvojiti oni u zagrebačkom Studiju Smijeha, Rockmark knjižari, Bikers Beer Factory-u, Filozofskom fakultetu, na Narodnom radiju i HRT-u, u Domu sportova, glavnom trgu u Županji te na Akustičnoj večeri pod zvijezdama na jezeru u Orahovici.

### "Neki drugi svijet" (2013.)
2013. godine, nakon drugog singla Dva oblaka, završen je i službeno izdan Jurajev prvi album: Neki drugi svijet. Album je objavljen pod izvođačkim imenom Juraj Jurlina & Off Duty i za njega je dobio nagradu Fender Award za najboljeg mladog rock izvođača u 2013. godini te pozitivne kritike i recenzije (Citat: „Na svom debitantskom albumu „Neki drugi svijet" ovi Valpovčani pokazuju da nastoje pronaći neku svoju vlastitu crtu. U centru ovih jedanaest pjesama stoji Jurlinin vokal, koji je izrastao u čvrsti i stabilni rockerski glas, koji se dobro snalazi kako u bržim tempima, tako i u sporijim baladama. I sada po ničemu ne zaostaje za ostalim konkurentima iz scene.“ – Z. Marković za Terapija.net).
 
Za većinu od desetak autorskih pjesama na albumu Juraj potpisuje tekstove i glazbu.
Od značajnijih nastupa u ovom periodu mogu se izdvojiti: Woodrock festival u Skradu, samostalni koncert u Vintage Industrial Baru u Zagrebu.

### 2014. - ...
2014. godine prestala je Jurjeva aktivna suradnja sa bendom Off Duty i nastao je Juraj Jurlina Band - rock/blues trio inspiriran zvukom Claptona, Buddy Guya, SRV-a, Hendrixa i nekih novijih izvođača poput Kenny Wayne Shepherda i John Mayera.
Slična priča, uz prstohvat politike The Black Crowesa, desio se u akustičnom dvojcu The Whiskeys, u kojemu je Juraj svirao gitaru i pjevao s dugogodišnjim prijateljem Zoranom Mišićem. Snimili su jednu obradu, pjesmu Hush legendarnog Deep Purplea, i to u emisiji Music Pub, Zlatka Turkalja na HTV 2. Dugo su koncertno djelovali po čitavoj Hrvatskoj i regiji.
Juraj ostvaruje i odličnu, nažalost kratku, suradnju s hard rock bendom iz Rijeke - Keops. Sklopom okolnosti, Juraj je napustio Keops i preselio u Osijek. No, s njima je tijekom nekoliko mjeseci imao mnogo nastupa po Hrvatskoj i Sloveniji, među kojima je i akustični koncert u Lisinskom (Zagreb). 
Juraj trenutno dovršava svoj drugi album koji su najavile nove autorske pjesme Znam što želim i Ne brini, objavljene kao singlovi s pripadajućim spotovima, a koje najavljuju drugi album.

## Vanjske poveznice
- Juraj Jurlina - singl "Znam što želim", kanal Dallas Recordsa na YouTubeu
- Juraj Jurlina priprema novi album  Arhivirana inačica izvorne stranice od 31. siječnja 2018. (Wayback Machine), HRT Magazin
- Juraj Jurlina - singl "Ne brini", Perun.hr
- Juraj Jurlina  Arhivirana inačica izvorne stranice od 28. prosinca 2017. (Wayback Machine), Divan.hr
- Juraj Jurlina - FENDER MUSIC AWARDS  Arhivirana inačica izvorne stranice od 1. veljače 2018. (Wayback Machine), Mixer.hr
- Juraj Jurlina - INMUSIC, Inmusic
- Juraj Jurlina - izdao prvi album, Terapija.net
- Juraj Jurlina snimaprvi singl[neaktivna poveznica], Mixer.hr